# Cateri
Cateri (korziško I Cateri) je naselje in občina v francoskem departmaju Haute-Corse regije - otoka Korzika. Leta 2009 je naselje imelo 212 prebivalcev.

## Geografija
Kraj leži v severozahodnem delu otoka Korzike 81 km jugozahodno od središča Bastie.

## Uprava
Občina Cateri skupaj s sosednjimi občinami Algajola, Aregno, Avapessa, Belgodère, Costa, Feliceto, Lavatoggio, Mausoléo, Muro, Nessa, Novella, Occhiatana, Olmi-Cappella, Palasca, Pioggiola, Speloncato, Vallica in Ville-di-Paraso sestavlja kanton Belgodère s sedežem v Belgodèru. Kanton je sestavni del okrožja Calvi.

## Zanimivosti
- baročna župnijska cerkev sv. Lucije iz 17. stoletja;

## Vir
- Insee (francosko)